# Wave-Gotik-Treffen
Le Wave-Gotik-Treffen [weɪv ˈɡoːtɪk ˈtʁɛfn̩] (« rencontres de la vague gothique » en denglisch) ou WGT en abrégé est un festival annuel et mondial de la musique et des arts liés à la dark wave et au mouvement gothique. Ce festival se déroule au moins sur 4 jours et 5 nuits à Leipzig en Allemagne. Il donne plus de 200 concerts et manifestations, soit plus de 150 groupes et artistes de divers horizons participent à cet événement culturel. Parallèlement le festival propose plusieurs salons et manifestations culturelles, ainsi que des marchés médiévaux et gothiques.
Le WGT se déroule dans toute la ville de Leipzig et ses environs. À cette rencontre mondiale, les salles de spectacles, les entrepôts industriels, les parcs d'expositions, certaines églises ou cryptes, les châteaux, parcs et jardins sont dédiés aux manifestations du Wave-Gotik-Treffen. 

## Histoire

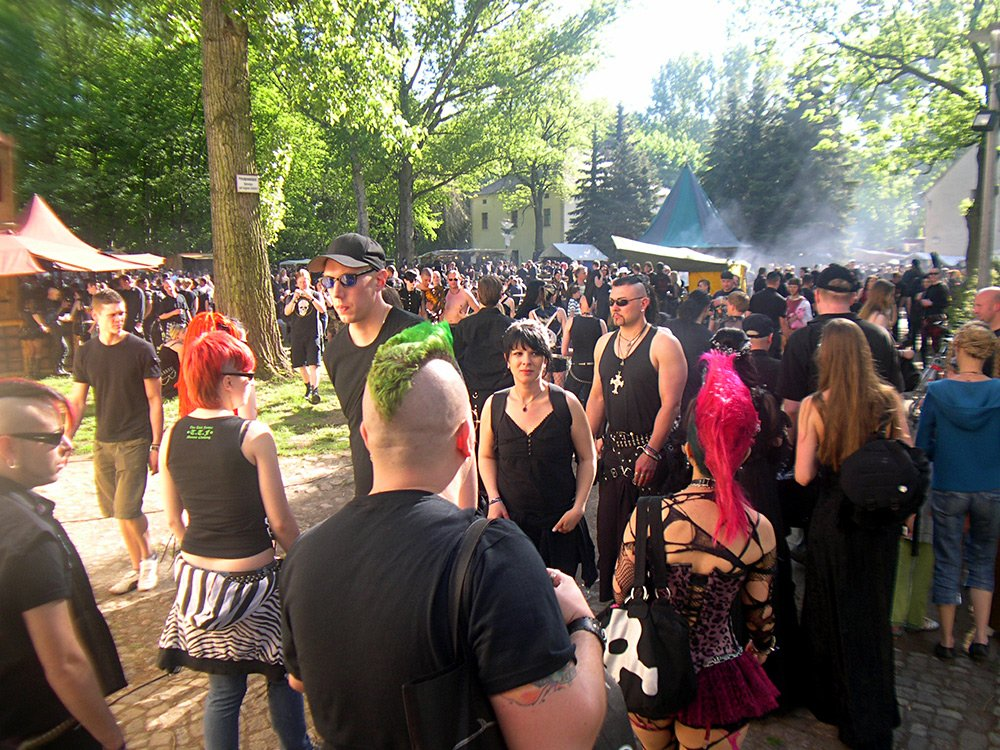
Village païen (Heidnisches Dorf) au parc Goethe (Goethepark) de l'agra pendant l'édition 2008.

À l'origine, une vingtaine de « gothiques » ont voulu faire un pique-nique pendant la nuit de Walpurgis 1988 au belvédère sur la Pfingstberg à Potsdam. Ils avaient au préalable invité quelques amis de Berlin, Leipzig et Halle à les rejoindre. À l'époque, le mouvement gothique était balbutiant et peu réseauté en Allemagne de l'Est, mais de nombreuses personnes s'étaient données le mot ce soir-là et le pique-nique d'amis est vite devenu un rassemblement d'environ 150 personnes à la grande surprise des organisateurs. La foule a éveillé l'attention de la police qui a arrêté plusieurs personnes pour tenir cette manifestation non déclarée. Les autorités est-allemandes voyaient généralement d'un mauvais œil le développement de sous-cultures qu'ils considéraient comme difficilement contrôlables et potentiellement subversives politiquement. La foule s'est alors dispersée mais une cinquantaine de personnes a réussi à se cacher et à finir la nuit dans les ruines du belvédère. Le lendemain, une partie des participants s'est retrouvée dans les traditionnelles manifestations de la Fête du Travail le premier mai.
En 1992, après la réunification, le premier Wave-Gotik-Treffen a lieu dans le club Eiskeller (actuel Conne Island) à Leipzig-Connewitz. Il a rassemblé environ 2 000 festivaliers. Depuis, le nombre de visiteurs a fortement augmenté et la plupart des groupes connus ont joué à la « Treffen » au moins une fois.
En 2000, le festival a eu un grave problème de gestion interne à la troisième journée et a dû être interrompu. Tous les gardes de sécurité, la plupart des groupes et une grande partie du personnel technique ont quitté leur poste. Néanmoins des bénévoles et plusieurs groupes ont tout de même joué gratuitement jusqu'au concert final. Contrairement aux craintes de la police, aucune émeute ou rien de la sorte n'eut lieu ; ainsi le dernier jour de la fête a été célébré par les autres visiteurs d'une manière qui a été comparée au Burning Man.
Depuis, le festival a reçu une fréquentation moyenne croissante, atteignant un record en 2011 lors du XXe, avec plus de 300 groupes à l'affiche. Bon nombre des invités Allemands choisissent de camper au cœur du festival dans les terrains de camping géants, tandis que les invités de l'étranger sont plus susceptibles de demeurer dans les hôtels.

## Sites
Contrairement à d'autres festivals, les sites du festival sont répartis dans toute la ville de Leipzig. Ils changent d'année en année, mais on peut distinguer plusieurs sites majeurs :
- le parc-expo de l'agra à Leipzig-Dölitz-Dösen avec son grand espace vert attenant est le site principal du festival. C'est là que se trouve en outre les terrains de camping. La halle 1 du parc-expo est la plus grande salle couverte du WGT. Avec 5 518 m2, elle peut contenir plus de 10 000 festivaliers. C'est dans la halle 2 que se trouve le grand marché avec des dizaines de stands divers ayant trait au romantisme noir. Dans la troisième salle (halle 4) derrière le bistro, il y a un dance-floors animé par des deejays. La musique y est souvent plus électronique ou industrielle

- la porterie de Dölitz (Torhaus Dölitz) dans la jardin de l'agra à Leipzig-Dölitz-Dösen. La porterie est séparée du parc-expo par les campings. C'est devant la porterie que se trouve le Village païen (Heidnisches Dorf). C'est le seul site du festival ouvert aux non-festivaliers (sous la forme d'un billet plus abordable valide uniquement sur ce site).

- le Werk II à Leipzig-Connewitz est utilisé jusqu'en 2013. Au fond se situe une longue et étroite salle de concert. De part et d'autre de la voie se trouvent des expositions et un biergarten.

- le Bastion Maurice (Moritzbastei) à Leipzig-Zentrum à côté de l'Augustusplatz. Ce sont des anciennes fortifications, désormais souterraines, avec un dédale de couloir à voûtes en berceau. Le Moritzbastei est habituellement un club, avec plusieurs bars, des tables et quelques petites salles de concert. Pendant le wgt, l'organisation varie mais l'espace a souvent été utilisé comme marché médiéval.

- le parc Clara-Zetkin (Clara-Zetkin-Park) à Leipzig-Zentrum-Süd à proximité de l'Elster Blanche et de la forêt alluviale. Jusqu'en 2014, le théâtre de verdure Parkbühne était utilisé pour les concerts à ciel ouvert. Depuis, le parc fait tout de même partie du festival avec le Wander-Kino, un cinéma en plein air, et le pique-nique victorien qui a lieu sur l'herbe.

Les autres endroits du site comprennent :
- Ancien parc-expo, halle 15 (2011)
- Anker
- Cave d'Auerbach (Auerbachs Keller) (jusqu'en 2011)
- Darkflower
- Die Villa
- Église Saint-Pierre (Peterskirche)
- Felsenkeller (2008-2012, depuis 2015)
- Geyserhaus
- Gewandhaus (depuis 2007)
- Haus Auensee (jusqu'en 2005)
- Haus Leipzig (jusqu'en 2004; depuis 2016)
- Insel
- Kohlrabizirkus (depuis 2006, sauf 2011)
- Krystallpalast Varieté
- Monument de la Bataille des Nations (Völkerschlachtdenkmal)
- Musée de la Stasi (Stasi-Museum)
- Panomètre (Panometer) (2015)
- Parc du château (Parkschloss)
- Parc Schiller (Schillerpark)
- Schauspielhaus
- Sixtina
- Täubchenthal (depuis 2014)
- Theater Fabrik (2014)
- UT Connewitz
- Volkspalast

## Activités

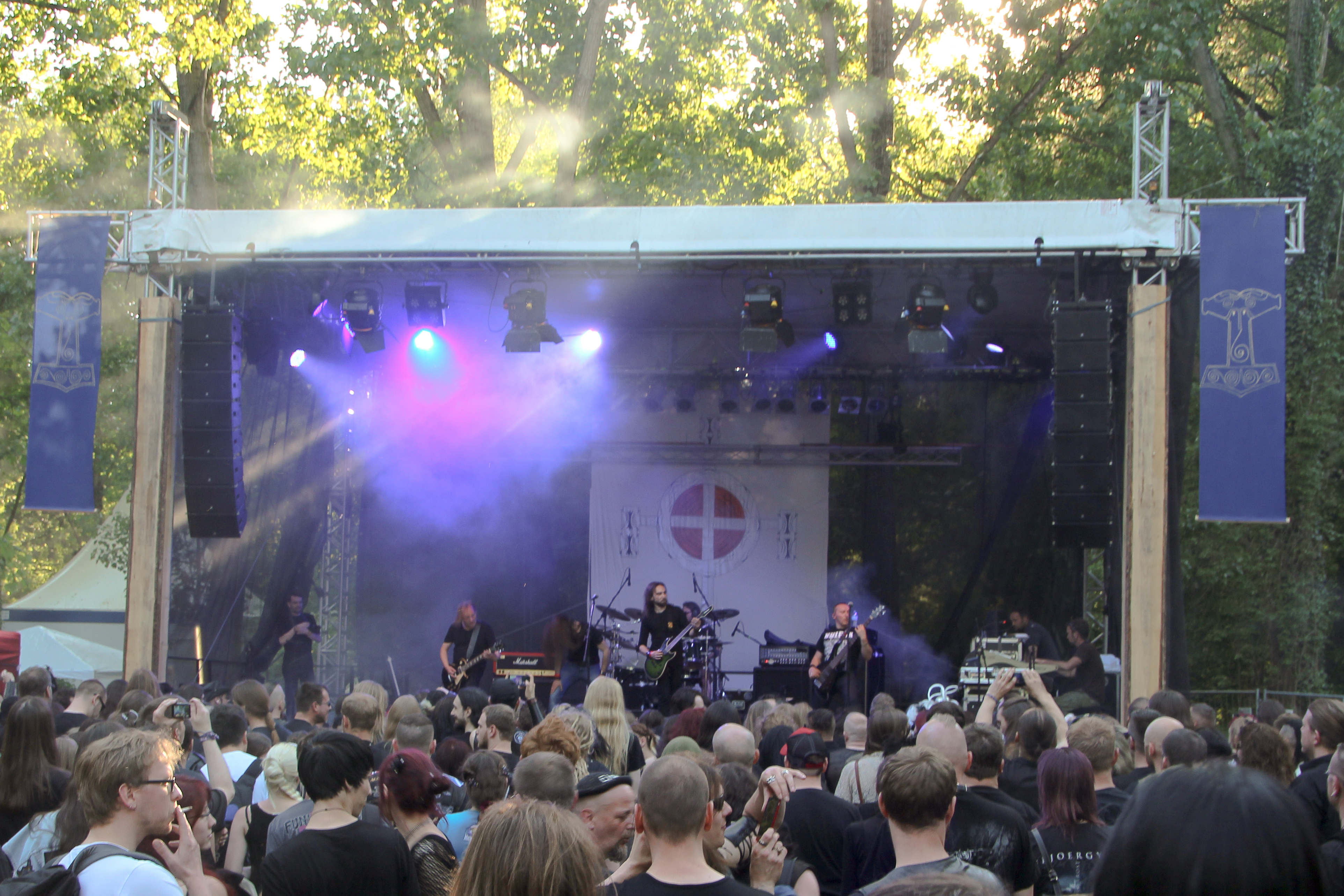
Fjoergyn en concert à la Parkbühne au parc Clara-Zetkin en 2013.

La principale attraction du festival Wave-Gotik-Treffen sont les représentations musicales et artistiques. Habituellement le nombre de groupes d'artistes intervenants dépasse les 200.
Initialement représentatif de la vague gothique, le festival partage aujourd’hui une diversité artistique très large. Les variantes de ces styles artistiques s’adaptant pour l’occasion au thème dit « sombre » de la célébration. On notera par exemple la participation de l’opéra, aux présences des musiques traditionnelles, classiques, médiévales et folk, aux musiques électroniques, expérimentales, industrielles et bruitistes, en passant bien sur par l’énorme éventail des musiques plus directement apparentées à la vague « sombre » dark wave. Le festival est devenu avec le temps le plus représentatif et le plus grand du monde concernant cette orientation particulière.
Par ailleurs, on y trouve des salons de la renaissance artistique, des expositions diverses, un village viking et païen ; de nombreuses foires et marchés, de l'artisanat, un pique-nique victorien, des rencontres de fantasy, la présentation et premières de films, des lectures de romans gothiques, des séances d'autographes par de nombreux artistes, des dégustations d'absinthe, des soirées fétichistes. Conjointement avec la ville, le festival englobe de nombreux musées célèbres en accès libre pour les festivaliers. Les journées se terminent par des soirées ou festivités nocturnes, animées par des artistes et DJs spécialisés dans les thèmes du festival.
Les participants au Festival, sont généralement basés dans les zones du camping officiel aux environs du parc Agra ou dans les hôtels et auberges des environs de Leipzig. Afin de rester au camping, les participants doivent payer une petite participation nommée Obsorgekarte, ce qui leur donne accès aux zones et aux infrastructures de camping. Le passe partout du festival WGT est disponible sur place à l'agra, il permet également l'accès illimité aux transports en commun (tram, bus et train) de la région de Leipzig. Les espaces de camping et les chambres d'hôtel se remplissent rapidement, mais il reste généralement de la place aux différents campings.
La date de la WGT varie d'année en année. Elle est organisée pendant le week-end de la Pentecôte, c'est-à-dire la 7e semaine après Pâques. Non-officiellement certains événements à Leipzig liés au festival débutent dès la soirée du jeudi précédant le week-end, alors que la fête officielle commence le vendredi et se poursuit jusqu'au début de la matinée du mardi, le lundi de pentecôte étant jour férié en France, en Allemagne et dans la plupart des pays d’Europe.